# Sasseneire
La Sasseneire (3 254 m s.l.m.) è una montagna delle Alpi del Weisshorn e del Cervino nelle Alpi Pennine. Si trova nello svizzero Canton Vallese tra la Val d'Hérens e la Val d'Anniviers.
Si può salire sulla vetta partendo dal Lago di Moiry.